# RS-350
Pour les articles homonymes, voir Route 350.
La RS 350 est une route locale de la mésorégion métropolitaine de Porto Alegre et du Sud-Ouest de l'État du Rio Grande do Sul reliant la municipalité d'Arambaré à celle d'Encruzilhada do Sul. Elle dessert Arambaré, Camaquã, Chuvisca, Dom Feliciano et Encruzilhada do Sul, et est longue de 139,080 km.